# Lycianthes tysoniana
Lycianthes tysoniana är en potatisväxtart som beskrevs av D 'arcy. Lycianthes tysoniana ingår i Himmelsögonsläktet som ingår i familjen potatisväxter. Inga underarter finns listade i Catalogue of Life.